# Cléry (Savoie)
Cléry település Franciaországban, Savoie megyében. Lakosainak száma 374 fő (2022. január 1.). Cléry École, Frontenex, Jarsy, Montailleur, Saint-Vital és Verrens-Arvey községekkel határos.

## Népesség
A település népességének változása:
| Lakosok száma | 442  | 431  | 430  | 404  | 399  | 393  | 388  | 381  | 374  |
|               | 2013 | 2015 | 2016 | 2017 | 2018 | 2019 | 2020 | 2021 | 2022 |